# Kwas chlorooctowy
Kwas chlorooctowy – chloroorganiczny związek chemiczny z grupy kwasów chlorooctowych, monochlorowa pochodna kwasu octowego. Stosowany w syntezie organicznej.

## Otrzymywanie
Kwas chlorooctowy otrzymywany jest na skalę przemysłową dwoma sposobami. Najczęściej stosowaną jest chlorowanie lodowatego kwasu octowego:
CH3CO2H + Cl2 → ClCH2CO2H + HCl
Bezwodnik octowy stosowany jest jako katalizator tej reakcji.
Inna metodą jest hydroliza trichloroetylenu przy użyciu kwasu siarkowego jako katalizatora:
CCl2CHCl + 2H2O → ClCH2CO2H + 2HCl
Metodą hydrolizy otrzymuje się czystszy produkt, co jest ważne, gdyż bardzo ciężko rozdziela się kwasy mono- di- i trichlorooctowe. Około 420 tysięcy ton rocznie jest produkowane tą metodą.
Światowa produkcja kwasu chlorooctowego w 2010 wynosiła 706 tysięcy ton, z czego połowa została wytworzona w Chinach. Innymi krajami ze znaczącą produkcją kwasu chlorooctowego są Niemcy, Holandia, Indie i Stany Zjednoczone. Największym producentem na świecie jest firma AkzoNobel.

## Zastosowanie
W przemyśle kwas chlorooctowy stosowany jest w produkcji szeregu różnych związków, takich jak leki i pestycydy. Większość reakcji bazuje na dużej reaktywności wiązania C−Cl. Kwas chlorooctowy jest też wykorzystywany do produkcji chlorku chloroacetylu (ClCH
2COCl).
Przykładem zastosowania kwasu chlorooctowego w syntezie organicznej jest O-alkilowanie aldehydu salicylowego, z następczą dekarboksylacją otrzymanego eteru, co w rezultacie daje kumaron.
Największe zużycie kwasu chlorooctowego przypada na produkcję karboksymetylocelulozy.